# شتيفان موسبرغر
ستيفان موسبرغر (بالألمانية: Stefan Meusburger)‏ هو لاعب كرة قدم نمساوي في مركز الدفاع، ولد في 28 أكتوبر 1993 في النمسا. لعب مع FC Gratkorn ‏.

## وصلات خارجية
- ستيفان موسبرغر على موقع قاعدة بيانات كرة القدم.إي يو (الإنجليزية)
- ستيفان موسبرغر على موقع Soccerway.com (الإنجليزية)
- ستيفان موسبرغر على موقع عالم كرة القدم.نت (الإنجليزية)